# Gorillaz/Diskografie
Diese Diskografie ist eine Übersicht über die musikalischen Werke der britischen Crossover-Band Gorillaz. Den Schallplattenauszeichnungen zufolge verkaufte sie bisher mehr als 19,1 Millionen Tonträger. Ihre erfolgreichste Veröffentlichung ist das zweite Studioalbum Demon Days mit über 5,1 Millionen verkauften Einheiten.

## Alben

### Studioalben
| Jahr | Titel Musiklabel                                          | Höchstplatzierung, Gesamtwochen, AuszeichnungChartplatzierungen (Jahr, Titel, Musiklabel, Platzierungen, Wochen, Auszeichnungen, Anmerkungen) | Höchstplatzierung, Gesamtwochen, AuszeichnungChartplatzierungen (Jahr, Titel, Musiklabel, Platzierungen, Wochen, Auszeichnungen, Anmerkungen) | Höchstplatzierung, Gesamtwochen, AuszeichnungChartplatzierungen (Jahr, Titel, Musiklabel, Platzierungen, Wochen, Auszeichnungen, Anmerkungen) | Höchstplatzierung, Gesamtwochen, AuszeichnungChartplatzierungen (Jahr, Titel, Musiklabel, Platzierungen, Wochen, Auszeichnungen, Anmerkungen) | Höchstplatzierung, Gesamtwochen, AuszeichnungChartplatzierungen (Jahr, Titel, Musiklabel, Platzierungen, Wochen, Auszeichnungen, Anmerkungen) | Anmerkungen                                               |
| Jahr | Titel Musiklabel                                          | DE | AT | CH | UK | US | Anmerkungen                                               |
| ---- | --------------------------------------------------------- | --- | --- | --- | --- | --- | --------------------------------------------------------- |
| 2001 | Gorillaz Parlophone (EMI)                                 | DE3 Gold · (27 Wo.)DE | AT3 Gold · (36 Wo.)AT | CH6 Platin · (39 Wo.)CH | UK3 ×3Dreifachplatin · (82 Wo.)UK | US14 Platin · (43 Wo.)US | Erstveröffentlichung: 26. März 2001 Verkäufe: + 3.298.000 |
| 2005 | Demon Days Parlophone (EMI)                               | DE2 Platin · (45 Wo.)DE | AT3 Platin · (43 Wo.)AT | CH1 Gold · (34 Wo.)CH | UK1 ×6Sechsfachplatin · (78 Wo.)UK | US6 ×2Doppelplatin · (73 Wo.)US | Erstveröffentlichung: 11. Mai 2005 Verkäufe: + 5.140.000  |
| 2010 | Plastic Beach Parlophone (EMI)                            | DE3 Gold · (12 Wo.)DE | AT1 (15 Wo.)AT | CH2 (22 Wo.)CH | UK2 Platin · (31 Wo.)UK | US2 (33 Wo.)US | Erstveröffentlichung: 3. März 2010 Verkäufe: + 677.500    |
| 2010 | The Fall Parlophone (EMI)                                 | DE43 (1 Wo.)DE | AT33 (2 Wo.)AT | CH13 (7 Wo.)CH | UK12 (3 Wo.)UK | US24 (3 Wo.)US | Erstveröffentlichung: 25. Dezember 2010                   |
| 2017 | Humanz Parlophone (WMG)                                   | DE3 (8 Wo.)DE | AT1 (6 Wo.)AT | CH1 (10 Wo.)CH | UK2 Gold · (11 Wo.)UK | US2 (13 Wo.)US | Erstveröffentlichung: 28. April 2017 Verkäufe: + 207.500  |
| 2018 | The Now Now Parlophone (WMG)                              | DE10 (5 Wo.)DE | AT8 (5 Wo.)AT | CH3 (7 Wo.)CH | UK5 Silber · (5 Wo.)UK | US4 (7 Wo.)US | Erstveröffentlichung: 29. Juni 2018 Verkäufe: + 60.000    |
| 2020 | Song Machine: Season One – Strange Timez Parlophone (WMG) | DE9 (3 Wo.)DE | AT9 (2 Wo.)AT | CH8 (3 Wo.)CH | UK2 Silber · (4 Wo.)UK | US12 (3 Wo.)US | Erstveröffentlichung: 23. Oktober 2020 Verkäufe: + 60.000 |
| 2023 | Cracker Island Parlophone (WMG)                           | DE2 (5 Wo.)DE | AT3 (3 Wo.)AT | CH4 (4 Wo.)CH | UK1 Silber · (4 Wo.)UK | US3 (6 Wo.)US | Erstveröffentlichung: 24. Februar 2023 Verkäufe: + 60.000 |

### Livealben
| Jahr | Titel Musiklabel                                         | Höchstplatzierung, Gesamtwochen, AuszeichnungChartplatzierungen (Jahr, Titel, Musiklabel, Platzierungen, Wochen, Auszeichnungen, Anmerkungen) | Höchstplatzierung, Gesamtwochen, AuszeichnungChartplatzierungen (Jahr, Titel, Musiklabel, Platzierungen, Wochen, Auszeichnungen, Anmerkungen) | Höchstplatzierung, Gesamtwochen, AuszeichnungChartplatzierungen (Jahr, Titel, Musiklabel, Platzierungen, Wochen, Auszeichnungen, Anmerkungen) | Höchstplatzierung, Gesamtwochen, AuszeichnungChartplatzierungen (Jahr, Titel, Musiklabel, Platzierungen, Wochen, Auszeichnungen, Anmerkungen) | Höchstplatzierung, Gesamtwochen, AuszeichnungChartplatzierungen (Jahr, Titel, Musiklabel, Platzierungen, Wochen, Auszeichnungen, Anmerkungen) | Anmerkungen                          |
| Jahr | Titel Musiklabel                                         | DE | AT | CH | UK | US | Anmerkungen                          |
| ---- | -------------------------------------------------------- | --- | --- | --- | --- | --- | ------------------------------------ |
| 2025 | Demon Days Live from the Apollo Theater Parlophone (WMG) | — | — | — | UK91 (… Wo.)UK | — | Erstveröffentlichung: 12. April 2025 |

### Kompilationen
| Jahr | Titel Musiklabel                                  | Höchstplatzierung, Gesamtwochen, AuszeichnungChartplatzierungen (Jahr, Titel, Musiklabel, Platzierungen, Wochen, Auszeichnungen, Anmerkungen) | Höchstplatzierung, Gesamtwochen, AuszeichnungChartplatzierungen (Jahr, Titel, Musiklabel, Platzierungen, Wochen, Auszeichnungen, Anmerkungen) | Höchstplatzierung, Gesamtwochen, AuszeichnungChartplatzierungen (Jahr, Titel, Musiklabel, Platzierungen, Wochen, Auszeichnungen, Anmerkungen) | Höchstplatzierung, Gesamtwochen, AuszeichnungChartplatzierungen (Jahr, Titel, Musiklabel, Platzierungen, Wochen, Auszeichnungen, Anmerkungen) | Höchstplatzierung, Gesamtwochen, AuszeichnungChartplatzierungen (Jahr, Titel, Musiklabel, Platzierungen, Wochen, Auszeichnungen, Anmerkungen) | Anmerkungen                                                 |
| Jahr | Titel Musiklabel                                  | DE | AT | CH | UK | US | Anmerkungen                                                 |
| ---- | ------------------------------------------------- | --- | --- | --- | --- | --- | ----------------------------------------------------------- |
| 2001 | G-Sides Parlophone (EMI)                          | — | AT24 (7 Wo.)AT | CH95 (2 Wo.)CH | UK65 Silber · (1 Wo.)UK | US84 (5 Wo.)US | Erstveröffentlichung: 12. Dezember 2001                     |
| 2007 | D-Sides Parlophone (EMI)                          | — | — | CH66 (2 Wo.)CH | UK63 (1 Wo.)UK | US71 (2 Wo.)US | Erstveröffentlichung: 5. November 2007                      |
| 2011 | The Singles Collection 2001–2011 Parlophone (EMI) | — | — | — | UK46 Platin · (11 Wo.)UK | — | Erstveröffentlichung: 25. November 2011 Verkäufe: + 307.500 |

### Remixalben
| Jahr | Titel Musiklabel                 | Anmerkungen                                         |
| ---- | -------------------------------- | --------------------------------------------------- |
| 2002 | Laika Come Home Parlophone (EMI) | Erstveröffentlichung: 1. Juli 2002 vs. Spacemonkeyz |

### Mixtapes
| Jahr | Titel Musiklabel                 | Anmerkungen                                         |
| ---- | -------------------------------- | --------------------------------------------------- |
| 2002 | Laika Come Home Parlophone (EMI) | Erstveröffentlichung: 1. Juli 2002 vs. Spacemonkeyz |

### EPs
| Jahr | Titel Musiklabel                           | Anmerkungen                             |
| ---- | ------------------------------------------ | --------------------------------------- |
| 2000 | Tomorrow Comes Today Parlophone (EMI)      | Erstveröffentlichung: 27. November 2000 |
| 2010 | Gorillaz – iTunes Session Parlophone (EMI) | Erstveröffentlichung: 22. Oktober 2010  |
| 2021 | Meanwhile Parlophone (WMG)                 | Erstveröffentlichung: 26. August 2021   |

## Singles
| Jahr | Titel Album                                              | Höchstplatzierung, Gesamtwochen, AuszeichnungChartplatzierungen (Jahr, Titel, Album, Platzierungen, Wochen, Auszeichnungen, Anmerkungen) | Höchstplatzierung, Gesamtwochen, AuszeichnungChartplatzierungen (Jahr, Titel, Album, Platzierungen, Wochen, Auszeichnungen, Anmerkungen) | Höchstplatzierung, Gesamtwochen, AuszeichnungChartplatzierungen (Jahr, Titel, Album, Platzierungen, Wochen, Auszeichnungen, Anmerkungen) | Höchstplatzierung, Gesamtwochen, AuszeichnungChartplatzierungen (Jahr, Titel, Album, Platzierungen, Wochen, Auszeichnungen, Anmerkungen) | Höchstplatzierung, Gesamtwochen, AuszeichnungChartplatzierungen (Jahr, Titel, Album, Platzierungen, Wochen, Auszeichnungen, Anmerkungen) | Anmerkungen |
| Jahr | Titel Album                                              | DE | AT | CH | UK | US | Anmerkungen |
| ---- | -------------------------------------------------------- | --- | --- | --- | --- | --- | --- |
| 2001 | Clint Eastwood Gorillaz                                  | DE2 Gold · (20 Wo.)DE | AT2 Gold · (31 Wo.)AT | CH3 Gold · (35 Wo.)CH | UK4 ×2Doppelplatin · (17 Wo.)UK | US57 (11 Wo.)US | Erstveröffentlichung: 5. März 2001 Verkäufe: + 1.757.500; feat. Del tha Funkee Homosapien                          |
| 2001 | 19/2000 Gorillaz                                         | DE29 (9 Wo.)DE | AT16 (13 Wo.)AT | CH36 (14 Wo.)CH | UK6 Gold · (10 Wo.)UK | — | Erstveröffentlichung: 25. Juni 2001 Verkäufe: + 400.000                                                            |
| 2001 | Rock the House Gorillaz                                  | DE90 (1 Wo.)DE | — | — | UK18 (11 Wo.)UK | — | Erstveröffentlichung: 22. Oktober 2001 feat. Del tha Funkee Homosapien                                             |
| 2001 | 911 Bad Company O.S.T.                                   | — | — | — | — | — | Erstveröffentlichung: 7. Dezember 2001 mit D12 feat. Terry Hall                                                    |
| 2002 | Tomorrow Comes Today Gorillaz                            | — | — | — | UK33 (4 Wo.)UK | — | Erstveröffentlichung: 25. Februar 2002                                                                             |
| 2002 | Lil’ Dub Chefin Laika Come Home                          | — | — | — | UK73 (1 Wo.)UK | — | Erstveröffentlichung: 22. Juli 2002 vs. Spacemonkeyz                                                               |
| 2005 | Feel Good Inc. Demon Days                                | DE8 ×3Dreifachgold · (20 Wo.)DE | AT4 (31 Wo.)AT | CH12 (22 Wo.)CH | UK2 ×4Vierfachplatin · (48 Wo.)UK | US14 Gold (Mastertone) · (25 Wo.)US | Erstveröffentlichung: 5. April 2005 Verkäufe: + 4.230.000; feat. De La Soul                                        |
| 2005 | Dare Demon Days                                          | DE37 (10 Wo.)DE | AT29 (19 Wo.)AT | CH22 (13 Wo.)CH | UK1 Platin · (38 Wo.)UK | US87 (5 Wo.)US | Erstveröffentlichung: 29. August 2005 Verkäufe: + 705.000; feat. Shaun Ryder                                       |
| 2005 | Dirty Harry Demon Days                                   | DE77 (9 Wo.)DE | AT69 (1 Wo.)AT | CH88 (3 Wo.)CH | UK6 Gold · (23 Wo.)UK | — | Erstveröffentlichung: 21. November 2005 Verkäufe: + 400.000; feat. Bootie Brown & San Fernando Valley Youth Chorus |
| 2006 | Kids with Guns / El mañana Demon Days                    | DE94 (1 Wo.)DE | — | — | UK27 Silber · (3 Wo.)UK | — | Erstveröffentlichung: 10. April 2006 Verkäufe: + 200.000; feat. Neneh Cherry                                       |
| 2010 | Stylo Plastic Beach                                      | DE63 (8 Wo.)DE | AT40 (8 Wo.)AT | CH56 (7 Wo.)CH | — | — | Erstveröffentlichung: 26. Januar 2010 feat. Bobby Womack & Mos Def                                                 |
| 2010 | On Melancholy Hill Plastic Beach                         | — | — | — | UK78 Platin · (2 Wo.)UK | — | Erstveröffentlichung: 31. Mai 2010 Verkäufe: + 705.000                                                             |
| 2010 | Doncamatic The Singles Collection 2001–2011              | — | — | — | UK37 (2 Wo.)UK | — | Erstveröffentlichung: 22. November 2010 feat. Daley                                                                |
| 2012 | DoYaThing –                                              | — | — | — | — | — | Erstveröffentlichung: 23. Februar 2017 feat. James Murphy & André 3000                                             |
| 2017 | Ascension Humanz                                         | — | — | — | UK91 (1 Wo.)UK | — | Erstveröffentlichung: 22. März 2017 feat. Vince Staples                                                            |
| 2017 | Saturnz Barz Humanz                                      | — | — | — | UK87 (1 Wo.)UK | — | Erstveröffentlichung: 22. März 2017 feat. Popcaan                                                                  |
| 2017 | We Got the Power Humanz                                  | — | — | — | — | — | Erstveröffentlichung: 22. März 2017 feat. Jehnny Beth & Noel Gallagher                                             |
| 2017 | Andromeda Humanz                                         | — | — | — | — | — | Erstveröffentlichung: 22. März 2017 feat. D.R.A.M.                                                                 |
| 2017 | Let Me Out Humanz                                        | — | — | — | — | — | Erstveröffentlichung: 6. April 2017 feat. Pusha T & Mavis Staples                                                  |
| 2017 | The Apprentice Humanz                                    | — | — | — | — | — | Erstveröffentlichung: 25. April 2017 feat. Rag ’n’ Bone Man, Ray BLK & Zebra Katz                                  |
| 2017 | Sleeping Powder Humanz                                   | — | — | — | — | — | Erstveröffentlichung: 16. Juni 2017                                                                                |
| 2017 | Strobelite Humanz                                        | — | — | — | — | — | Erstveröffentlichung: 4. August 2017 feat. Peven Everett                                                           |
| 2017 | Garage Palace –                                          | — | — | — | — | — | Erstveröffentlichung: 31. Oktober 2017 feat. Little Simz                                                           |
| 2018 | Humility The Now Now                                     | — | — | — | UK81 (2 Wo.)UK | US85 (1 Wo.)US | Erstveröffentlichung: 31. Mai 2018 feat. George Benson                                                             |
| 2018 | Lake Zurich The Now Now                                  | — | — | — | — | — | Erstveröffentlichung: 31. Mai 2018                                                                                 |
| 2018 | Sorcererz The Now Now                                    | — | — | — | — | — | Erstveröffentlichung: 7. Juni 2018                                                                                 |
| 2020 | Momentary Bliss Song Machine: Season One – Strange Timez | — | — | — | UK58 (1 Wo.)UK | — | Erstveröffentlichung: 30. Januar 2020 feat. Slowthai & Slaves                                                      |
| 2022 | Cracker Island                                           | — | — | — | UK94 (1 Wo.)UK | — | Erstveröffentlichung: 22. Juni 2022 feat. Thundercat                                                               |
| 2022 | New Gold Cracker Island                                  | — | — | — | UK56 (3 Wo.)UK | — | Erstveröffentlichung: 31. August 2022 Verkäufe: + 40.000; feat. Tame Impala & Bootie Brown                         |
| 2022 | Baby Queen Cracker Island                                | — | — | — | — | — | Erstveröffentlichung: 4. November 2022                                                                             |
| 2022 | Skinny Ape Cracker Island                                | — | — | — | — | — | Erstveröffentlichung: 8. Dezember 2022                                                                             |
| 2023 | Silent Running Cracker Island                            | — | — | — | UK97 (1 Wo.)UK | — | Erstveröffentlichung: 27. Januar 2023 feat. Adeleye Omotayo                                                        |

## Videoalben und Musikvideos

### Videoalben
| Jahr | Titel                          | Höchstplatzierung, Gesamtwochen, AuszeichnungChartplatzierungen (Jahr, Titel, Platzierungen, Wochen, Auszeichnungen, Anmerkungen) | Höchstplatzierung, Gesamtwochen, AuszeichnungChartplatzierungen (Jahr, Titel, Platzierungen, Wochen, Auszeichnungen, Anmerkungen) | Höchstplatzierung, Gesamtwochen, AuszeichnungChartplatzierungen (Jahr, Titel, Platzierungen, Wochen, Auszeichnungen, Anmerkungen) | Höchstplatzierung, Gesamtwochen, AuszeichnungChartplatzierungen (Jahr, Titel, Platzierungen, Wochen, Auszeichnungen, Anmerkungen) | Höchstplatzierung, Gesamtwochen, AuszeichnungChartplatzierungen (Jahr, Titel, Platzierungen, Wochen, Auszeichnungen, Anmerkungen) | Anmerkungen                                                                                  |
| Jahr | Titel                          | DE | AT | CH | UK | US | Anmerkungen                                                                                  |
| ---- | ------------------------------ | --- | --- | --- | --- | --- | -------------------------------------------------------------------------------------------- |
| 2002 | Phase One: Celebrity Take Down | — | — | — | UK15 (7 Wo.)UK | — | Erstveröffentlichung: 18. November 2002 Musikvideos vom Album Gorillaz                       |
| 2006 | Demon Days Live                | — | — | — | UK3 Gold · (19 Wo.)UK | — | Erstveröffentlichung: 27. März 2006 Demon Days Liveshow vom November 2005 Verkäufe: + 25.000 |
| 2006 | Phase Two: Slowboat to Hades   | — | — | — | UK4 (3 Wo.)UK | — | Erstveröffentlichung: 2006 Musikvideos vom Album Demon Days                                  |
| 2009 | Bananaz                        | — | — | — | UK14 (1 Wo.)UK | — | Erstveröffentlichung: 2009 Dokumentation                                                     |

### Musikvideos
| Jahr | Titel                    | Regie                             |
| ---- | ------------------------ | --------------------------------- |
| 2001 | Clint Eastwood           | Pete Candeland, Jamie Hewlett     |
| 2001 | 19-2000                  | Jamie Hewlett                     |
| 2001 | Rock the House           | Pete Candeland, Jamie Hewlett     |
| 2001 | 911                      | Jamie Hewlett                     |
| 2002 | Tomorrow Comes Today     | Jamie Hewlett                     |
| 2002 | Lil’ Dub Chefin’         | Jamie Hewlett, Tim U, Mat Watkins |
| 2004 | Rock It                  | Zombie Flesh Eaters Ltd           |
| 2005 | Feel Good Inc.           | Pete Candeland                    |
| 2005 | Dare                     | Pete Candeland, Jamie Hewlett     |
| 2005 | Dirty Harry              | Pete Candeland, Jamie Hewlett     |
| 2006 | Kids with Guns           | Pete Candeland, Jamie Hewlett     |
| 2006 | El Mañana                | Pete Candeland, Jamie Hewlett     |
| 2010 | Stylo                    | Jamie Hewlett                     |
| 2010 | On Melancholy Hill       | Jamie Hewlett                     |
| 2010 | Doncamatic               | Jamie Hewlett                     |
| 2010 | Phoner to Arizona        | Jamie Hewlett                     |
| 2012 | DoYaThing                | Jamie Hewlett                     |
| 2017 | Hallelujah Money         | Gorillaz, Giorgio Testi           |
| 2017 | Saturnz Barz             | Jamie Hewlett                     |
| 2017 | Strobelite               | Raoul Skinbeck                    |
| 2018 | Humility                 | Jamie Hewlett                     |
| 2018 | Tranz                    | Jamie Hewlett                     |
| 2020 | Momentary Bliss          | Jamie Hewlett                     |
| 2020 | Désolé                   | Jamie Hewlett                     |
| 2020 | Aries                    | Jamie Hewlett                     |
| 2020 | Fridas 13th              | Jamie Hewlett                     |
| 2020 | PAC-MAN                  | Jamie Hewlett                     |
| 2020 | Strange Timez            | Jamie Hewlett                     |
| 2020 | The Pink Phantom         | Jamie Hewlett                     |
| 2020 | The Lost Chord           | Jamie Hewlett                     |
| 2021 | The Valley of the Pagans | Jamie Hewlett                     |

## Promoveröffentlichungen
| Jahr | Titel Album                         | Anmerkungen                                                       |
| ---- | ----------------------------------- | ----------------------------------------------------------------- |
| 2007 | Rock It D-Sides                     | Erstveröffentlichung: 2007                                        |
| 2010 | Superfast Jellyfish Plastic Beach   | Erstveröffentlichung: 15. März 2010 feat. Gruff Rhys & De La Soul |
| 2011 | Phoner to Arizona The Fall          | Erstveröffentlichung: 2011                                        |
| 2011 | Revolving Doors / Amarillo The Fall | Erstveröffentlichung: 14. März 2011                               |

## Sonderveröffentlichungen

### Mixtapes
| Jahr | Titel                 | Anmerkungen                                                           |
| ---- | --------------------- | --------------------------------------------------------------------- |
| 2005 | Roadkill: The Mixtape | Erstveröffentlichung: Mai 2005 exklusiv erhältlich bei KidRobot-Läden |

### Interviewalben
| Jahr | Titel           | Anmerkungen                      |
| ---- | --------------- | -------------------------------- |
| 2001 | The Apex Tapes  | Erstveröffentlichung: März 2001  |
| 2001 | We Are the Dury | Erstveröffentlichung: April 2005 |

### Gastbeiträge
- 2011: Sumthin’ Like This Night (Snoop Dogg feat. Gorillaz)

### Remixe
- 2001: Redman – Smash Sumthin’ / Let’s Get Dirty

### Samplerbeiträge
- 2005: Hong Kong (Beitrag zu Help!: A Day in the Life)

### Soundtrackbeiträge
- 2001: 911 (mit D12 & Terry Hall; Soundtrack zu Bad Company – Die Welt ist in guten Händen)

## Statistik

### Chartauswertung
|                     | DE    | AT    | CH     | UK     | US     |
| ------------------- | ----- | ----- | ------ | ------ | ------ |
| Nummer-eins-Alben   | DE—DE | AT2AT | CH2CH  | UK2UK  | US—US  |
| Top-10-Alben        | DE7DE | AT7AT | CH7CH  | UK7UK  | US5US  |
| Alben in den Charts | DE8DE | AT9AT | CH10CH | UK12UK | US10US |

|                       | DE    | AT    | CH    | UK     | US    |
| --------------------- | ----- | ----- | ----- | ------ | ----- |
| Nummer-eins-Singles   | DE—DE | AT—AT | CH—CH | UK1UK  | US—US |
| Top-10-Singles        | DE2DE | AT2AT | CH1CH | UK5UK  | US—US |
| Singles in den Charts | DE8DE | AT6AT | CH6CH | UK18UK | US4US |

|                          | DE    | AT    | CH    | UK    | US    |
| ------------------------ | ----- | ----- | ----- | ----- | ----- |
| Nummer-eins-Videoalben   | DE—DE | AT—AT | CH—CH | UK—UK | US—US |
| Top-10-Videoalben        | DE—DE | AT—AT | CH—CH | UK2UK | US—US |
| Videoalben in den Charts | DE—DE | AT—AT | CH—CH | UK4UK | US—US |

### Auszeichnungen für Musikverkäufe
| Silberne Schallplatte - Frankreich - 2001: für die Single Clint Eastwood - Vereinigtes Königreich - 2022: für das Lied Rhinestone Eyes - 2024: für das Lied She’s My Collar Goldene Schallplatte - Argentinien - 2005: für das Album Demon Days - Australien - 2001: für das Album Gorillaz - 2001: für die Single Clint Eastwood - 2005: für die Single Dare - 2006: für das Videoalbum Demon Days Live - 2010: für das Album Plastic Beach - Belgien - 2010: für das Album Plastic Beach - Dänemark - 2021: für die Single Clint Eastwood - 2021: für die Single On Melancholy Hill - 2024: für die Single Dare - Finnland - 2002: für das Album Gorillaz - Frankreich - 2006: für das Videoalbum Phase One Celebrity Take Down - 2023: für das Album Humanz - Irland - 2010: für das Album Plastic Beach - Italien - 2019: für die Single Clint Eastwood - 2023: für das Album Demon Days - 2025: für das Album Plastic Beach - Japan - 2005: für das Album Demon Days - Kanada - 2010: für das Album Plastic Beach - 2022: für das Album Humanz - 2023: für die Single New Gold - Mexiko - 2001: für das Album Gorillaz - 2005: für das Album Demon Days - Neuseeland - 2021: für das Album Humanz - 2023: für das Album The Singles Collection 2001–2011 - Norwegen - 2001: für das Album Gorillaz - Polen - 2019: für das Album The Singles Collection 2001–2011 - 2022: für das Album Humanz - Schweden - 2001: für die Single Clint Eastwood - Spanien - 2001: für das Album Gorillaz - 2024: für die Single Clint Eastwood - 2024: für das Lied Tormenta - 2024: für die Single On Melancholy Hill - Uruguay - 2001: für das Album Gorillaz | Platin-Schallplatte - Argentinien - 2001: für das Album Gorillaz - Australien - 2005: für die Single Feel Good Inc. - Belgien - 2006: für das Album Gorillaz - Dänemark - 2004: für das Album Gorillaz - 2021: für die Single Feel Good Inc. - Frankreich - 2002: für das Album Gorillaz - 2006: für das Album Demon Days - 2011: für das Album Plastic Beach - Italien - 2019: für die Single Feel Good Inc. - Kanada - 2001: für das Album Gorillaz - 2022: für das Lied Rhinestone Eyes - Neuseeland - 2022: für die Single On Melancholy Hill - 2024: für das Album Plastic Beach - Polen - 2021: für das Album Demon Days - Portugal - 2006: für das Album Demon Days - Russland - 2005: für das Album Demon Days - Schweden - 2002: für das Album Gorillaz - Spanien - 2024: für die Single Feel Good Inc. | 2× Platin-Schallplatte - Dänemark - 2025: für das Album Plastic Beach - Europa - 2004: für das Album Gorillaz - 2005: für das Album Demon Days - Kanada - 2023: für das Album Demon Days - Neuseeland - 2001: für das Album Gorillaz - 2023: für die Single Clint Eastwood - 2024: für die Single Dare 3× Platin-Schallplatte - Australien - 2006: für das Album Demon Days - Kanada - 2022: für die Single Clint Eastwood - Portugal - 2025: für die Single Feel Good Inc. 4× Platin-Schallplatte - Dänemark - 2023: für das Album Demon Days 5× Platin-Schallplatte - Irland - 2005: für das Album Demon Days - Kanada - 2022: für die Single Feel Good Inc. - Neuseeland - 2024: für das Album Demon Days 6× Platin-Schallplatte - Neuseeland - 2025: für die Single Feel Good Inc. |

Anmerkung: Auszeichnungen in Ländern aus den Charttabellen bzw. Chartboxen sind in ebendiesen zu finden.
| Land/RegionAuszeichnungen für Musikverkäufe (Land/Region, Auszeichnungen, Verkäufe, Quellen) | Silber     | Gold       | Platin       | Verkäufe    | Quellen                                                        |
| -------------------------------------------------------------------------------------------- | ---------- | ---------- | ------------ | ----------- | -------------------------------------------------------------- |
| Argentinien (CAPIF)                                                                          | —          | Gold1      | Platin1      | 60.000      | capif.org.ar                                                   |
| Australien (ARIA)                                                                            | —          | 5× Gold5   | 4× Platin4   | 427.500     | aria.com.au                                                    |
| Belgien (BRMA)                                                                               | —          | Gold1      | Platin1      | 65.000      | ultratop.be                                                    |
| Dänemark (IFPI)                                                                              | —          | 3× Gold3   | 8× Platin8   | 370.000     | ifpi.dk                                                        |
| Deutschland (BVMI)                                                                           | —          | 4× Gold4   | 2× Platin2   | 1.150.000   | musikindustrie.de                                              |
| Europa (IFPI)                                                                                | —          | —          | 4× Platin4   | (4.000.000) | ifpi.org                                                       |
| Finnland (IFPI)                                                                              | —          | Gold1      | —            | 15.169      | ifpi.fi                                                        |
| Frankreich (SNEP)                                                                            | Silber1    | 2× Gold2   | 3× Platin3   | 785.000     | snepmusique.com infodisc.fr                                    |
| Irland (IRMA)                                                                                | —          | Gold1      | 5× Platin5   | 82.500      | irishcharts.ie                                                 |
| Italien (FIMI)                                                                               | —          | 3× Gold3   | Platin1      | 125.000     | fimi.it                                                        |
| Japan (RIAJ)                                                                                 | —          | Gold1      | —            | 100.000     | riaj.or.jp                                                     |
| Kanada (MC)                                                                                  | —          | 3× Gold3   | 12× Platin12 | 1.140.000   | musiccanada.com                                                |
| Mexiko (AMPROFON)                                                                            | —          | 2× Gold2   | —            | 125.000     | amprofon.com.mx                                                |
| Neuseeland (RMNZ)                                                                            | —          | 2× Gold2   | 19× Platin19 | 465.000     | aotearoamusiccharts.co.nz NZ2 NZ3                              |
| Norwegen (IFPI)                                                                              | —          | Gold1      | —            | 25.000      | ifpi.no                                                        |
| Österreich (IFPI)                                                                            | —          | 2× Gold2   | Platin1      | 70.000      | ifpi.at                                                        |
| Polen (ZPAV)                                                                                 | —          | 2× Gold2   | Platin1      | 40.000      | olis.pl                                                        |
| Portugal (AFP)                                                                               | —          | —          | 4× Platin4   | 50.000      | Einzelnachweise                                                |
| Russland (NFPF)                                                                              | —          | Gold1      | —            | 10.000      | 2m-online.ru                                                   |
| Schweden (IFPI)                                                                              | —          | Gold1      | Platin1      | 75.000      | sverigetopplistan.se                                           |
| Schweiz (IFPI)                                                                               | —          | 2× Gold2   | Platin1      | 75.000      | hitparade.ch                                                   |
| Spanien (Promusicae)                                                                         | —          | 4× Gold4   | Platin1      | 200.000     | elportaldemusica.es                                            |
| Uruguay (CUD)                                                                                | —          | Gold1      | —            | 3.000       | cudisco.org (Memento vom 16. Februar 2005 im Internet Archive) |
| Vereinigte Staaten (RIAA)                                                                    | —          | Gold1      | 3× Platin3   | 3.500.000   | riaa.com                                                       |
| Vereinigtes Königreich (BPI)                                                                 | 7× Silber7 | 5× Gold5   | 19× Platin19 | 9.865.000   | bpi.co.uk                                                      |
| Insgesamt                                                                                    | 8× Silber8 | 49× Gold49 | 91× Platin91 |             |                                                                |